# Daniele Santarelli
Daniele Santarelli (Foligno, 8 de junho de 1981) é um ex-jogador de voleibol italiano atual técnico da Seleção Turca de Voleibol Feminino e do Imoco Volley. Anteriormente, Santarelli foi o técnico da Seleção Croata de Voleibol Feminino e da Seleção Sérvia de Voleibol Feminino, que venceu o Campeonato Mundial de Voleibol Feminino de 2022. Em 2023, a Seleção Feminina de Voleibol da Turquia, treinada por Santarelli, venceu a Liga das Nações de Voleibol Feminino de 2023.

## Vida pessoal
Santarelli é graduado em educação física. Ele é casado com a voleibolista italiana Monica De Gennaro desde 2017.

## Como jogador
Santarelli jogou na posição de líbero em categorias inferiores da liga italiana (Série B), em Foligno, Vicenza, Legnago e Terracina antes de seguir sua carreira como técnico de juniores ainda em sua juventude.

## Como técnico
Ele foi treinador de times italianos como Snoopy Pesaro, Robursport Pesaro, Robur Tiboni Urbino Volley. Atualmente, ele lidera o Imoco Volley. Com o Imoco, Santarelli conquistou a liga nacional italiana quatro vezes (2015, 2018, 2019 e 2021), 3 Copas da Itália (2017, 2020 e 2021), 4 Supercopas Italianas de Voleibol Feminino da Itália (2016, 2018, 2019 e 2020), 1 Campeonato do Mundo de Clubes (2019) e a última edição da Liga dos Campeões da Europa de Voleibol Feminino de 2021-22.
No verão de 2018, Santarelli assumiu o cargo de treinador principal da Seleção Feminina de Voleibol da Croácia, cargo que ocupou até ao final do Campeonato Europeu de Voleibol Feminino de 2021. Durante esse período, ele ganhou duas medalhas de prata na liga europeia, realizada em Varaždin e Ruse. Em janeiro de 2022, ele se tornou o técnico principal da seleção feminina da Sérvia e conquistou a medalha de bronze na Liga das Nações Femininas da FIVB no mesmo ano.
Em outubro de 2022, a seleção feminina da Sérvia, comandada por Santarelli, conquistou o título mundial no Campeonato Mundial de Voleibol Feminino de 2022, realizado na Polônia e na Holanda. A equipe defendeu com sucesso o título de 2018 conquistado pelo técnico anterior Zoran Terzić. Em 27 de dezembro de 2022, Santarelli foi anunciado pela TVF como o novo técnico da seleção feminina de vôlei da Turquia.
Em 2023, a seleção feminina da Turquia, comandada por Santarelli, conquistou o ouro da Liga das Nações de Voleibol Feminino de 2023.

## Principais títulos

### Por clubes
Campeonato Mundial de Clubes de Voleibol Feminino:
- 2019, 2022
- 2021

Liga dos Campeões da Europa de Voleibol Feminino:
- 2021
- 2019, 2022
- 2018

Campeonato Italiano de Voleibol Feminino:
- 2018, 2019, 2021, 2022

Supercopa da Itália:
- 2018, 2019, 2020, 2021

Copa da Itália:
- 2020, 2021, 2022

### Pela seleção feminina
Campeonato Mundial de Voleibol Feminino:
- 2022

Liga das Nações de Voleibol Feminino:
- 2022
- 2023

Liga Europeia de Voleibol Feminino:
- 2019, 2021